# História de Goa
A história de Goa remonta aos tempos pré-históricos, até ao estado de Goa dos dias atuais. Apesar de ser o menor estado da Índia por área, a história de Goa é tanto grande como diversa. Compartilha muitas semelhanças coma história indiana, especialmente a respeito das influencias coloniais e do multiculturalismo.
As inscrições rupestres de Usgalimal, pertencendo ao período do paleolítico superior ou mesolítico, exibem alguns dos traços mais antigos do assentamento humano na Índia. Os impérios Impérios Máuria e Satavana governaram a Goa dos dias de hoje durante a Idade do Ferro.
Durante o período medieval, Goa foi governada pelo Reino Kadamba, Império Vijayanagara, e pelos Sultanatos Bahmani e Bijapur.
Os portugueses invadiram Goa em 1510, derrotando a Sultanato de Bijapur. O domínio português durou cerca de 450 anos, e teve grandes influências na cultura, culinária, e arquitetura goesas.
Em 1961, o exército indiano invadiu e anexou Goa depois de uma batalha de 36 horas. A região foi incorporada como o território da união de Goa, Damão and Diu. Em 1987, Goa recebeu o estatuto de estado. Goa tem um dos mais altos PIB per capita e Índice de Desenvolvimento Humano entre os estados indianos.

## História Antiga
Há evidências das origens tectônicas de Goa remontando a 10,000 AC. Além Disso, evidencias da ocupação humana de Goa remontam ao menos a Idade do Paleolítico Inferior, indicado pelos achados arqueológicos das bifaces Archeculianas na bacia do Mandovi-Zuari. No entanto, evidencias sugerem que a fundação antiga da região é encoberta pelo mito fundador da criação de Goa pelo Rixi Paraxurama.

### Origens Geológicas
Algumas partes da Goa dos dias de hoje parecem terem emergido do mar devido ao movimento geológico da placa tectônica. Há evidencias que apoiam essa teoria como indica a presença de fosseis marinhos, conchas enterradas e outras características da topografia restituída na áreas costeira. A evidencia fornecida pelas conchas de caramujos marinhos na vila de Surla, conchas de caramujos marinhos fossilizados descobertos em 1863, raízes petrificadas, galhos fossilizados, foram encontradas posteriormente em muitas vilas ao pé do morro de Sahyadri remontando mais de 10,000 AC. Assim os geólogos concluíram que Goa emergiu do leito do mar como resultado de movimentos tectônicos violentos. No declínio da intensidade da precipitação no último Pleistoceno ao redor de 10000 AC, o fundo do planalto do Decão foi elevado para fora das águas marinhas pelos movimentos tectônicos, formado pela costa oeste da Índia, Goa sendo uma parte integrante.

## Pré-história

### Eras Paleolíticas e Mesolíticas
Até 1993 a existência de humanos em Goa durante os períodos Paleolitco e Mesolítico era altamente debatida. A descoberta de arte rupestre nas plataformas lateritica e rochedos de granito de Usgalimal nas margens do rio que corre para oeste Kushavati, colocou luz na pré-história de Goa. O abrigo de rocha em Usgalimal tem espaço suficiente para 25 á 30 pessoas. O curso perene nas proximidades que deve ter servido para o homem da Idade da Pedra por séculos como uma fonte de água. Uma figura antropomórfica da Deusa-mãe e tectiformes lembrando formatos de árvore foram encontrados. Este local foi descoberto por Dr P.P.Shirodkar. Exploração de vários sítios Mesoliticos na base do Mandovi-Zuari, e outros sítios como o Keri, Tana, Anjuna, Mauxim, Cazur em Quepém, Virdi, levou a descoberta de vários raspadores, pontas, tuneis, cones, etc. Um machado de mão também foi encontrado em Usgalimal. Mais pedras afiadas foram recuperadas uma base plana de pedrinhas de quartzo de um conglomerado de pedrinhas em Shigaon no Rio Dudhsagar. Shirodakar fez um estudo detalhado das pinturas rupestres e as datou nas eras do Paleolítico Superior e Mesolitico, ou entre 20,000-30,000 AC. Essas descobertas demonstram que a região tem resistido a uma população de caçadores-coletores bem antes do advento da agricultura. Evidencias da existência de cavernas paleolíticas podem ser vistas em Dabolim, Adkon, Shigaon, Fatorpa, Arli, Maulinguinim, Diwar, Sanguem, Pilerne, Aquem-Margaon e etc. Dificuldades em data por radiocarbono os compostos de rochas lateriticas tem imposto um problema em determinar o período de tempo exato.

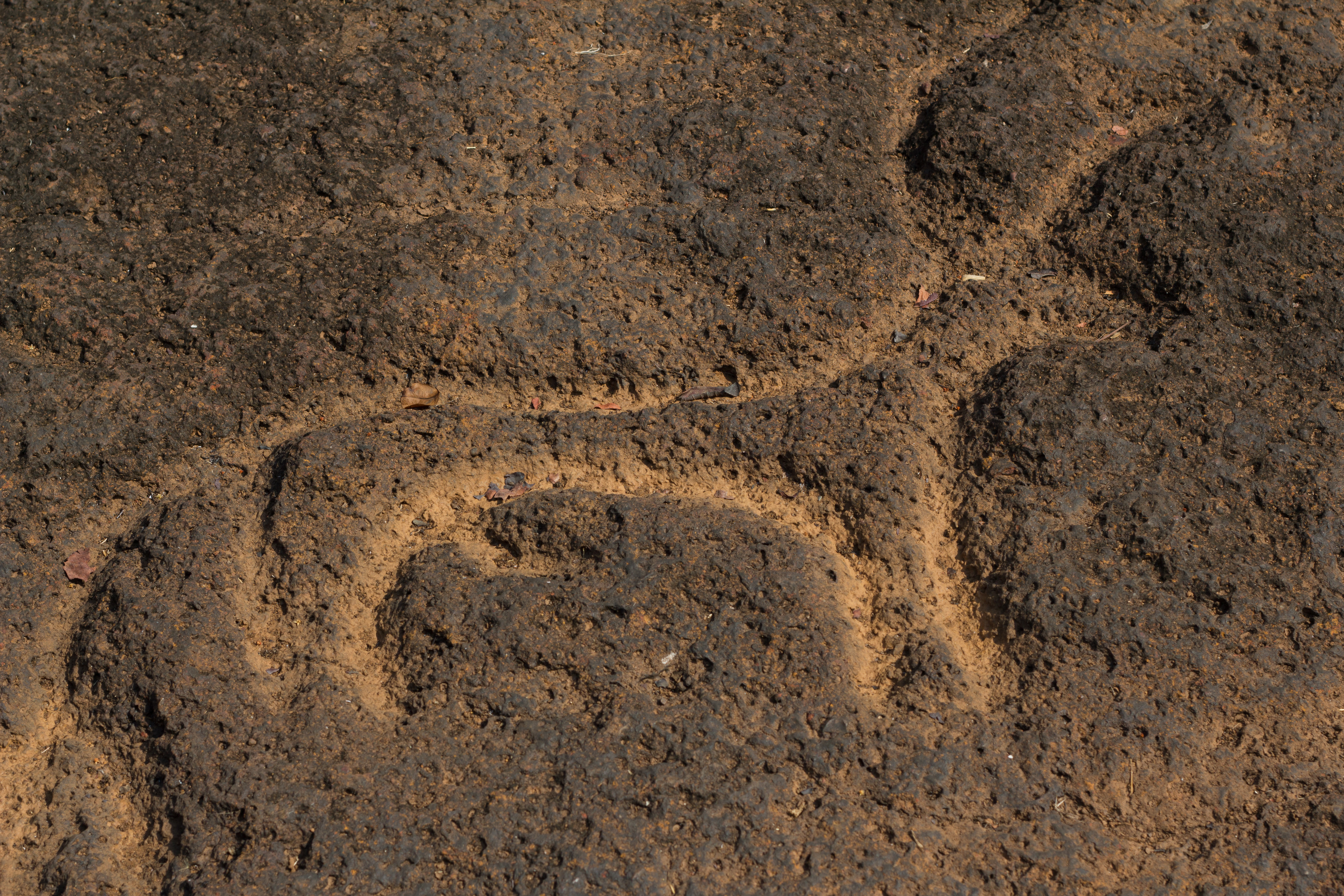
Uma das inscrições rupestres de Usgalimal, pertencendo aos períodos Paleolítico Superior ou Mesolítico. Esses são alguns dos mais antigos traços do assentamento humano na Índia.

#### Cultura Xamanica Kushavati
As inscrições pré-históricas Usgalimal foram descobertas por PP Shirodkar no começo dos anos 90 e subsequentemente estudadas pelo Instituto de Oceanografia em Goa.Cultura Xamanica Kushavati em Goa. Mais de125 formulários foram encontrados espalhados nas margens do rio Kushavati no sudeste de Goa. De acordo com Kamat, essas são evidencias de uma prática xamanica goesa. Por centenas de anos, a pintura rupestre Kushavati de Goa foi conhecida localmente como goravarakhnyachi chitram, ou imagens feitas pastores. Porém as pessoas não sabiam quão antigas as obras eram, nem ninguém poderia interpreta-las. Depois de estudo criterioso desses formulários acadêmicos concluíram que esses petróglifos diferiam daqueles encontrados em qualquer lugar em Goa. Estudos e análises mais aprofundados por um período de dez anos mostraram que esses petróglifos eram um requintado labirinto ocular entalhado, um dos melhores na Índia e na Ásia. Sua natureza ocular se somou a evidencia do xamanismo pré-histórico.
Os estudos mostraram que a cultura Kushavati era uma cultura caçadora-coletora com profundo conhecimento acerca dos processos e recursos naturais locais-agua, peixe, plantas, caça, ciclos de procriação de animais, estações e calamidades animais. A cultura Kushavati estava enormemente preocupada com a segurança da agua, então eles armavam campos perto das correntes. Os Kushavati encontravam segurança alimentar perto do vapor. Como qualquer outra cultura, seus membros confrontaram os mistérios da doença, morte e nascimento. Kamat acredita que essa cultura data entre 6,000 a 8,000 anos atrás. Baseado em trabalho recente baseado em DNA sobre imigração humana, Dr. Nandkumar Kamat excluiu a possiblidade dos xamãs Kushavati pertencerem a primeira leva de humanos a chegar em Goa. Eles não eram negroides ou austríacos. Muito provavelmente eles eram os primeiros mediterrâneos dos quais descenderam os Gates Ocidentais, provavelmente em sua busca por sal marinho na costa de Goa. Ao passo que os Kushavati transitavam para uma sociedade Neolíticas, eles começaram a domesticação de animais e estavam na última fase do uso de ferramentas de pedra. Todo o reino do xamanismo passou por uma transição radical. Evidências atuais da metamorfose na dança dramática de máscaras Perni jagor podem ser vistas na mesma região cultural.

### Periodo Neolitico
Evidencias arqueológicas na forma de machados de pedra polidos, sugerem os primeiros assentamentos do homem neolítico em Goa. Esses machados foram encontrados na Velha Goa. Durante este período tribos de origem austríaca como os Kols, Mundaris and Kharvis podem ter se estabelecido em Goa, vivendo da caça, pesca e uma forma primitiva de agricultura desde 3500 AC. De acordo com o historiador goês Anant Ramakrishna Dhume, os Gauda and Kunbi e outras castas são descendentes modernos das antigas tribos Mundari. Dhume nota várias palavras de origem Mundari na língua Konkani. Ele descreve as divindades veneradas pelas tribos antigas, seus costumes, métodos de cultivo, e seu efeito geral na cultura Goesa. Os Negroides estavam em uma estágio neolítico de cultura primitiva e eram coletores de comida. Traços de características físicas negroides podem ser encontrados em partes de Goa, até ao menos metade do primeiro milênio.
A tribo Australo-melanésios conhecidos como Konkas, de quem o nome da região é derivado, Kongvan or Konkan, com outras tribos mencionadas reportadamente compõem os primeiros colonizadores do território. Agricultura não tinha se desenvolvido completamente nesse estágio e estava sendo desenvolvida. Os Kol e os Mundari devem ter usado implementos de madeira e metal, assim como implementos de ferro eram usados pelas tribos megaliticas posteriormente em 1200 AC. Acredita-se que a tribo Kol imigrou do Guzerate.
Durante este período, o povo começou a veneração da mãe-deusa na forma de formigueiro or Santer. O formigueiro se chama Roen (Konkani:रोयण), que é derivada da palavra austríaca Rono, significando com buracos. Os últimos colonizadores indo-arianos e dravidianos também adotaram a veneração do formigueiro, que foi traduzido em Prakrit Santara. Eles também veneraram a mãe-deusa pelo nome de Bhumika em Prakrit. A veneração de formigueiro continua até hoje em Goa.

## Idade do Ferro (do século XVI a.C.)

### As Formações dos Gaumkaris e o autogoverno
A democracia teocrática de Sumer foi transformada na democracia oligárquica de administração de vila em Goa conhecida como Gaumkari, quando se sobrepôs com as práticas dos locais. A terra cultivável era de propriedade conjunta do grupo de moradores, eles tinham o direito de leiloar a terra, esse arrendamento era usado para desenvolvimento, e o restante era distribuído entre os Gaukars. Sumérios viram que as terras da vila deveriam pertencer ao deus ou deusa da vila, essa era a principal característica do sistema Gaumkari onde o templo da divindade principal era o centro de todas as atividades.
Consistia de fronteiras definitivas de terra de vila para vila com seus detalhes topográficos, sua gestão e interações social, religiosa e cultural Gaumkari por isso existiu muito antes do estado de Goa em si.
Assim mesmo antes de qualquer rei governar o território, a democracia oligárquica na forma de Gaumkari existia em Goa. Essa forma de administração de vila era chamada de Gaumponn (Konkani:गांवपण), e apesar da mudança histórica de soberanias, o Gaumponn sempre permaneceu, por isso a ligação e fidelidade dos goeses a suas vilas sempre superou sua lealdade a seus governantes (muito dos quais eram extraterritoriais). Esse sistema de governança se tornou progressivamente sistematizado e sofisticado, e continuou a existir desde então. Ainda hoje 223 comunidades estão em funcionamento em Goa, apesar de não em sentido original.

### As migrações tardias
A segunda onde de imigrantes chegou em algum momento ente 1700 e 1400 AC. Essa segunda onda de imigração foi acompanhada por indianos do sul do planalto do Decão. Uma onda de povos Kusha ou Harappan foram para Lothal provavelmente ao redor de 1600 a.C. para escapar a decadência da sua civilização que prosperou no comércio marítimo. Com a mistura de várias culturas, costumes, religiões, dialetos e crenças, levou a uma mudança revolucionária na sociedade goesa antiga.

### Os máurias (322 a.C. - 185 a.C.)
A história dos Máurias é quase desconhecida. Os registros existentes revelam apenas o nome de três reis dinásticos, nomeados Suketavarman, que governaram em algum momento nos séculos IV a.C. ou V a.C., Chandravarman no século VI a.C., e Ajitavarman no século VII a.C., que governou de Kumardvipa ou moderna Kumarjuve, mas além do que os registros dizem, não há pistas sobre seu relacionamento mútuo. Essas datas foram determinadas comparando a escrita Nagari onde esse registros foram escritos com a evolução dessa escrita, que deve estar datado de forma razoavelmente precisa. É possível inferir dos lugares mencionados nesses registros e seus lugares de descoberta que na seu apogeu, o reino ocidental Máuria compreendia Lata ou o sul Gujarat, Maharashtra litorâneo, Goa, e aproximadamente metade do distrito de Kanara do norte. Depois que o império Máuria passou da sua metade no século II a.C. seu líder em Aparanta se fez independente. Um herdeiro dos Máurias imperiais, ele fundou uma dinastia que governou sobre costa oeste por cerca de quatro séculos com a sua capital em Shurparaka ou a moderna Sopara. Essa dinastia era conhecida como Konkan Mauryas. Goa e chamada de Sunaparant pelos Máurias.
Chandragupta Máuria incorporou a costa oeste da India em sua província de Aparanta, e o impacto de Magadhan Prakit, a língua oficial do Império Máuria, nos impérios locais resultou na formação da antiga concani, como foi o caso de outros vernaculares ários. Durante esta era o budismo foi introduzido em Goa. De forma similar um nativo goês chamado Purna, também conhecido como Puna em Páli, que viajou para Sarnath é considerado um discípulo direto de Buda, que popularizou o budismo em Goa no século V a.C..

### Os Satavahanas (c. século II a.C. até século II d.C.)
A dinastia Satavana começou como vassalos do império Mauriano, mas declarou independência enquanto o império Máuria declinava. A dinastia Satavana governou Goa através de seus vassalos costeiros, os Chutus do Caruar. Este período é estimado ter durado por volta do século II a.C. até 100 d.C.. Os Satavahanas estabeleceram poder marítimo e seus contatos com o Império Romano do comércio costeiro de Sindh até Saurashtra, de Bharuch para Sopara para Goa, onde embarcações gregas e romanas iriam parar durante viagens Os Bhojas se fortificaram depois do fim do império Satavahana. Com a queda dos Satavahanas, o lucrativo comércio nascido no mar declinou. Muitos gregos convertidos para o budismo se estabeleceram em Goa durante este período. Estátuas de buda em estilo grego foram encontrada em Goa. Pode -se perceber que eles governaram uma parte muito pequena de Goa. Maharashtri prakrit foi sua língua administrativa , que influenciou Konkani medieval em grande parte.
Goa sob os Kshatrapas ocidentais
No ano de 150 DC, Vashishtiputra Satakarni foi derrotado pelo seu genro, o rei Kshatrapa Rudradaman I que estabeleceu seu domínio em Goa. Essa dinastia governou o território até 249 DC. Dali em diante, o poder da dinastia parece ter sido enfraquecido por seus generais, os Abhiras

### Bhojas (século II a.C. até ao século IV d.C.)
Existindo primariamente como vassalos do império Máuria e depois como um império independente, os Bhojas governaram Goa por mais de 500 anos, anexando Goa completamente. O registro mais antigo do império Bhoja de Goa data do século IV d.C., foi encontrado na cidade de Shiroda em Goa. De acordo com Puranik, por tradição os Bhojas pertenciam ao clã dos Yadavas, que devem ter migrado para Goa via Dwaraka depois da guerra de Mahabharata. Duas concessões de placas de cobre Bhoja remontando ao século III a.C. foram desenterrados da vila de Bandora , escrito pelo rei Prithvimallavarman. Muitos outras placas de cobre , também foram recuperados de outros cantos em Goa que datam do 3° século AC ao 8° século DC. A antiga Chandrapur, Chandor dos dias de hoje, era a capital do império Bhoja ; os Bhojas governaram Goa, Belgaum e Canara do Norte.
Das inscrições de Bhoja achadas em Goa e Konkan, é evidenciado que os Bhojas usaram Sanskrit e Prakrit para administração. De Acordo com Vithal Raghavendra Mitragotri, muitos Brahmins e Vaishyas chegaram com Kshatriyas Bhojas do norte. Os Kshatriya Bhojas apadrinharam o budismo e empregaram muitos budistas convertidos de origens grega e persa.

## Reinos do período medieval tardio (Séculos I a.C. a XVI d.C.)
Tabela de dinastias (para o século XVI)
Goa foi governada por várias dinastias de várias origens desde o começo da era comum de 1500.Desde que Goa esteve sobre a influência de várias dinastias, não existia sistema policial ou judiciário organizado nesses dias, exceto por arranjos tradicionais feitos por lideres absolutistas locais. Deve ter havido mais ordem sobre o governo islâmico. Durante essa época, Goa não era governada por um único reino Partes desse território eram governados por vários reinos diferentes. As fronteiras desses reinos não eram claramente definidas e os reis estavam contentes em considerar seus reinos como se estendessem por muitas vilas, que pagavam tributo e deviam a ele fidelidade.
| Nome do governante                  | Reino              |
| ----------------------------------- | ------------------ |
| Indo-Partos                         | Séculos II a IV    |
| Abhiras, Batapuras, Bhojas          | Séculos IV a VI    |
| Chalukyas de Badami                 | Séculos VI a VIII  |
| Rashtrakutas de Malkhed, Shilaharas | Séculos VIII a X   |
| Kadambas                            | 1006–1356          |
| Yadavas de Devagiri                 | Séculos XII e XIII |
| Império Vijayanagar                 | Séculos XIV e XV   |
| Sultananto de Bahmani               | Século XV          |
|                                     |                    |

### Shilaharas (755 - 1000)
Os Shilaharas do sul de Konkan governaram Goa de 755 até 1000. Sannaphulla, o fundador da dinastia, era um vassalo dos Rashtrakutas. Suas inscrições em placas de cobre sugerem que eles governaram de Vallipattana (não há unanimidade entre os acadêmicos a respeito da identificação com Vallipattana, alguns identificam com Bali em Goa, ou pode ser tanto Banda como Kharepatan no estado moderno dos dias atuais de Maharashtra), Chandrapura e Gopakapattana. Esse foi um período tumultuado na história goesa. Como o poder Goa Shilahara decresceu durante o século XIII, os negociantes árabes ganharam controle crescente dos negócios além-mar. Eles disfrutavam de autonomia dos Shilaharas. Para controlar este declínio, o rei Kadamba Guhalladeva I, governador de Chandor, estabeleceu parcerias seculares ,econômicas e políticas com esses estados árabes. Depois dos Chalukyas derrotarem os Rashtrakutas, aproveitando a situação para sua vantagem, o rei Kadamba, Shashthadeva II, estabeleceu seu domínio de forma firme em Goa.

### Kadambas (Séculos X ao XIV)
Os Kadambas governaram Goa entre os séculos X e XIV. No começo, os Kadambas governavam apenas Sashti ,Salcette dos dias de hoje, uma pequena parte de Konkan. Eles governavam de Chandor, sobre uma grande parte de Goa, mas o porto de Gopakapattana não estava incluído nos primeiros anos.

#### Porto de Goapakapattna (Século X a 1345)
Posteriormente o rei Shashthadeva conquistou a ilha de Goa, incluindo dos portos de Gopakpattana e Kapardikadvipa, e anexaram uma grande parte de Konkan do sul ao seu reino. Ele fez Gopakpattana como sua capital secundária. Seu sucessor, rei Jayakeshi I, expandiu o reino goês. O texto sânscrito Jain Dvayashraya menciona a extensão da sua capital. Port Gopakapattna tinha contatos de negócios com Zanzibar, Bengal, Gujarat e Sri Lanka (mencionado como Zaguva, Gauda, Gurjara, e Simhala nos textos sanscritos). A cidade foi descrita nos registros contemporâneos não apenas como agradável visualmente, mas também como espiritualmente purificadora. Por ser uma cidade de negócios, Gopakapattna foi influenciada por muitas culturas, e sua arquitetura e obras contemporâneas mostram este efeito cosmopolita. A capital era servida por uma importante autoestrada chamada Rajvithi ou Rajpath, que a ligava com Velha Goa, as ruinas das quais ainda podem ser vistas. Por mais de 300 anos, permaneceu um centro para negócios intra-litorâneos e transoceânico da África até Malásia. Posteriormente no século XIV, o porto foi saqueado pelo general Khalji Malik Kafur. A capital foi transferida para Chandor e depois de volta para Gopakapattna por causa do ataque de Muhammad bin Tughluq em Chandor.

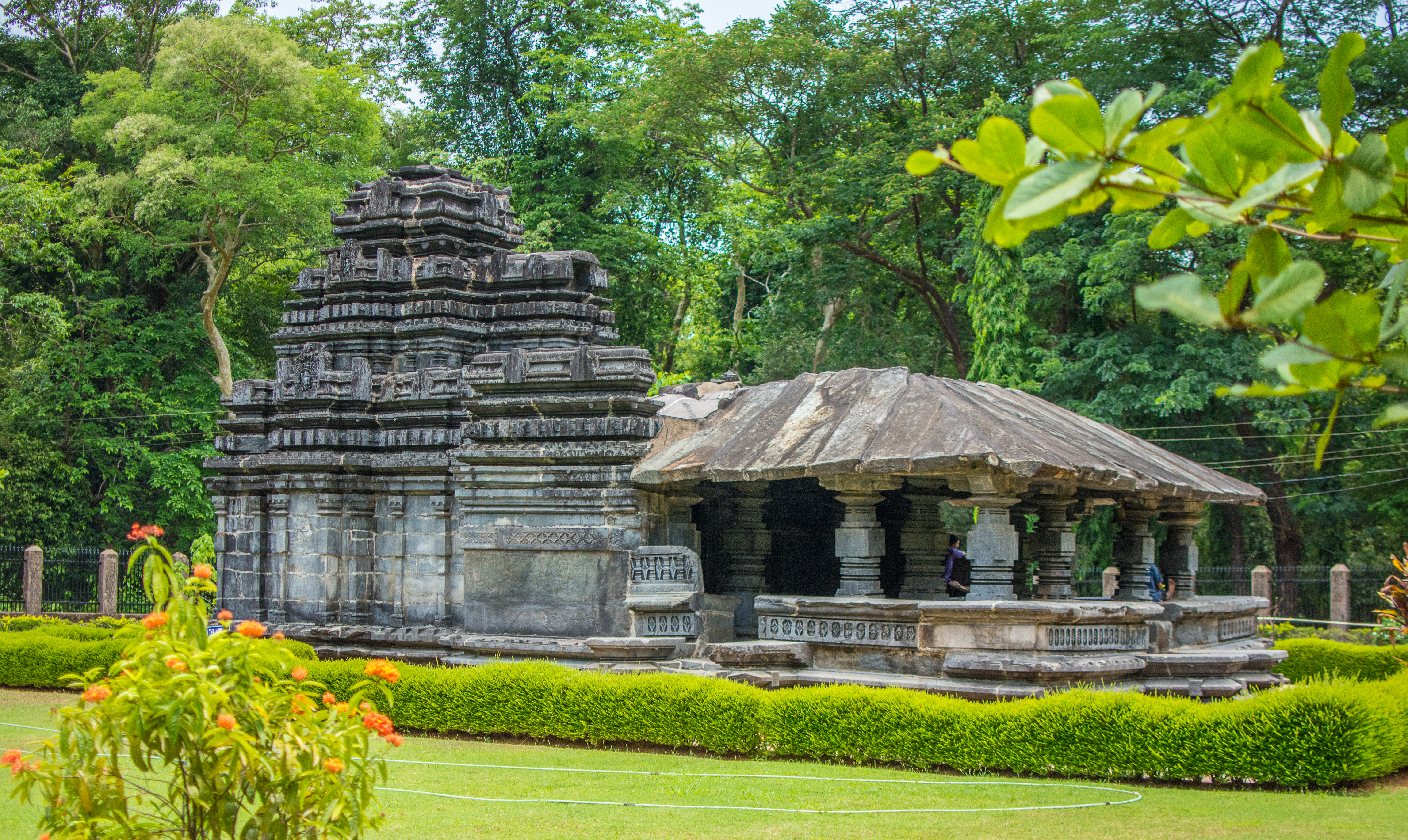
O Templo Mahadeva em Tambdi Surla, construído durante o século XII, é um dos poucos templos medievais sobreviventes em Goa.

Guhalladeva III, Jayakeshi II, Shivachitta Paramadideva, Vinshuchitta II e Jayakeshi III dominaram a cena politica de Goa no século XII. Durante o governo dos Kadambas, o nome e a fama de Goapuri alcançou seu ápice. A religião, cultura, negócios e artes floresceram sob o domínio desses reis. Os reis e suas rainhas construíram muitos templos Shiva já que eles eram devotos do Xivaismo. Eles assumiam títulos como Konkanadhipati, Saptakotisha Ladbha Varaveera, Gopakapura varadhishva, Konkanmahacharavarti e Panchamahashabda. Os reis tinham relações matrimoniais com os reis de Saurashtra, e até mesmo com os chefes locais. Os reis apadrinharam a religião Védica e fizeram grandes sacrifícios de fogo como o sacrifício do cavalo ou Ashvamedha. Eles também são conhecidos por apadrinharam o jainismo em Goa.
Apesar de suas línguas administrativas serem Sanscrito e Kannada, Konkani e Marathi também eram predominantes. Eles introduziram a língua Kannada em Goa, que teve uma influencia muito profunda na língua local. As escritas Nagari, Kadamba, Halekannada e Goykanadi eram muitos populares. Kadamba Tribhuvanamalla, fez um registro, datado saka 1028 ou 1106 d.C., que ele estabeleceu uma Brahmapuri em Gopaka. Brahmapuris eram universidades antigas geridas pelos Brahmins onde as Vedas, astrologia, filosofia, medicina, e outras matérias eram estudadas. Tais Brahampuris foram encontradas em muitos lugares em Goa como os Savoi verem e Gauli.
Os Kadambas governaram Goa durante mais de 400 anos. Em 16 de outubro de 1345 o rei de Goa Kadamba Suriya Deva foi assassinado por invasores islâmicos.

### Sultanato de Bahmani (1350-70, 1469-92)
Entre 1350 e 1370, Goa foi governada pelo Sultananto Bahmani. Em 1469 Goa foi reconquistada pelos Sultões Bahmani de Gulbarga. Esse Sultanato acabou em 1492.

### Império Vijayanagar (Séculos XIV a XV)
Em 1370, Império Vijayanagar reconquistou Goa. Vijayanagar era um estado Hindu ressuscitado controlando muito do sul da Índia; sua capital estava localizada na Hampi dos dias modernos, em Karnataka. Os governantes Vijayanagar ficaram com Goa por aproximadamente um século. Durante essa época seus portos eram importantes portas de entrada para cavalos árabes destinados para a cavalaria Vijayanagar.

### Sultanato de Bijapur (1492-1510)
Em 1492, Goa se tornou uma parte do Sultanato de Bijapur de Adil Shah, que estabeleceu Goa, hoje conhecida por Velha Goa, como sua segunda capital. A antiga construção do secretariado em Pangim (hoje Panaji) é um antigo palácio de Adil Shahi. Funcionava para os portugueses como a residência oficial dos Vice-reis.

## Controle Português (1510–1961)

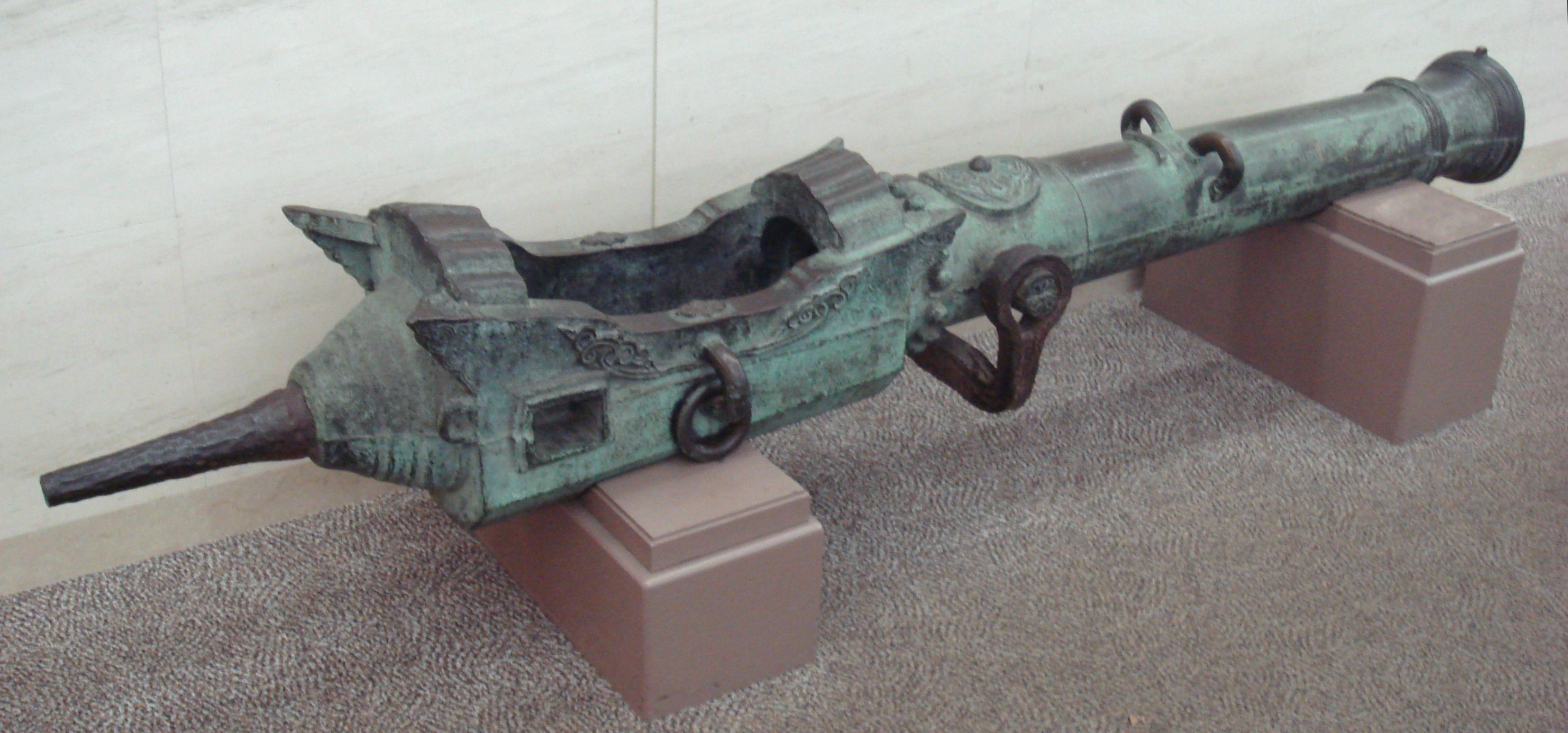
A arma giratória de carregamento traseiro que se pensa que tenha sido construída no século XVI na Goa Portuguesa, Índia. Foi exportada para o Japão e usada na época de Oda Nobunaga.

### Chegada portuguesa
Vasco da Gama comandou a primeira circunavegação da África, confiando em histórias e mapas de viagens portuguesas anteriores. Sua frota de quatro barcos saiu de Lisboa em 1497. Depois de paradas nas ilhas de Tenerife e Cabo Verde, os barcos costeavam a costa oeste africana. Eles então rumaram para sudoeste dentro do vasto oceano atlântico sul. Perto do brasil, fazendo uma virada para o leste, eles seguiram para o cabo meridional da África que eles contornaram. Depois de passar pelo Rio do Infante descrito anteriormente pro um outro explorador, uma rota para o norte foi definida. Os barcos pararam nos portos orientais da África em Moçambique, Mombaça e Melinde. Um marinheiro árabe, ou indiano, então guiou o restante da rota através do Mar Arábico. Um ano distante de Lisboa, a frota de Gamam atracou em Calicute, Índia. Sua chegada sinalizou o fim do monopólio muçulmano sobre o comércio marítimo da região.
Antes dos barcos portugueses chegarem à Índia, os mares do leste foram dominados pelo Império Chola thalssocrático dos Tâmeis, seguido pela sua Dinastia Sailendra|dinastia Shailendra sucessores e outros estados costeiros indianizados de Java e Sumatra. "Construção de barcos indianizados tinha uma alta reputação na época". Ainda "pelo século XV a navegação das águas indianas estava nas mãos dos árabes" tanto na direção oriental quanto ao este na direção do Golfo e do Mar Vermelho.

### Alfonso de Albuquerque
Quando Francisco de Almeida chegou para servir como o primeiro vice rei português do Oriente(1505-1509), já existia uma guerra regional na Costa de Malabar. Em 1505 o Estado da Índia foi criado lá , em Cochim consideravelmente no sul de Goa. Almeida terminou sua disputa com uma vitória naval conquistada em Diu, longe ao norte em Gujarate.
O almirante Afonso de Albuquerque se tornou o segundo vice-rei (1509-1515). Em 1510 Timayya um chefe local da próxima Kanara solicitou aos portugueses tomar Goa. A oferta foi bem vinda. A cidade então foi rapidamente tirada de Ismail Adil Shah, líder do Sultananto de Bijapur, mas tão rapidamente perdido. Albuquerque, entretanto, retornou com força em 25 de novembro. Em um dia de disparos dos barcos portugueses, e grupos armados desembarcando na costa, retomaram a possessão. Ismail Adil Shah e seus aliados mamelucos egípcios formalmente entregaram Goa em 10 de dezembro. Uma estimativa realizada que 6000 dos 9000 defensores muçulmanos morreram, em batalha nas ruas ou tentando fugir. Albuquerque ganhou apoio direto do povo hindu, que frustrou Timayya. Ele tinha expectativa de tomar o controle autocrático da cidade. Albuquerque nomeou ele chefe Aguazil, um oficial administrativo cujo papel incluía ser o representante dos hindu. Thimayya era um intérprete aprendiz dos costumes locais.
Ao baixar taxas e impostos anuais, Albuquerque assegurou sua vitória. "A maior parte da população de Goa eram hindus falantes Konkani e Albuquerque teve o bom senso de cortar seus impostos pela metade". Ao invés de ataques frequentes por invasores, Goa se tornou o centro da Índia Portuguesa. A conquista teve deferência de vários reinos vizinhos :o Sultanato de Guzarate e de Zamorin e Calicute enviaram embaixadas, oferecendo alianças e concessões locais, e.g., para construir fortificações.

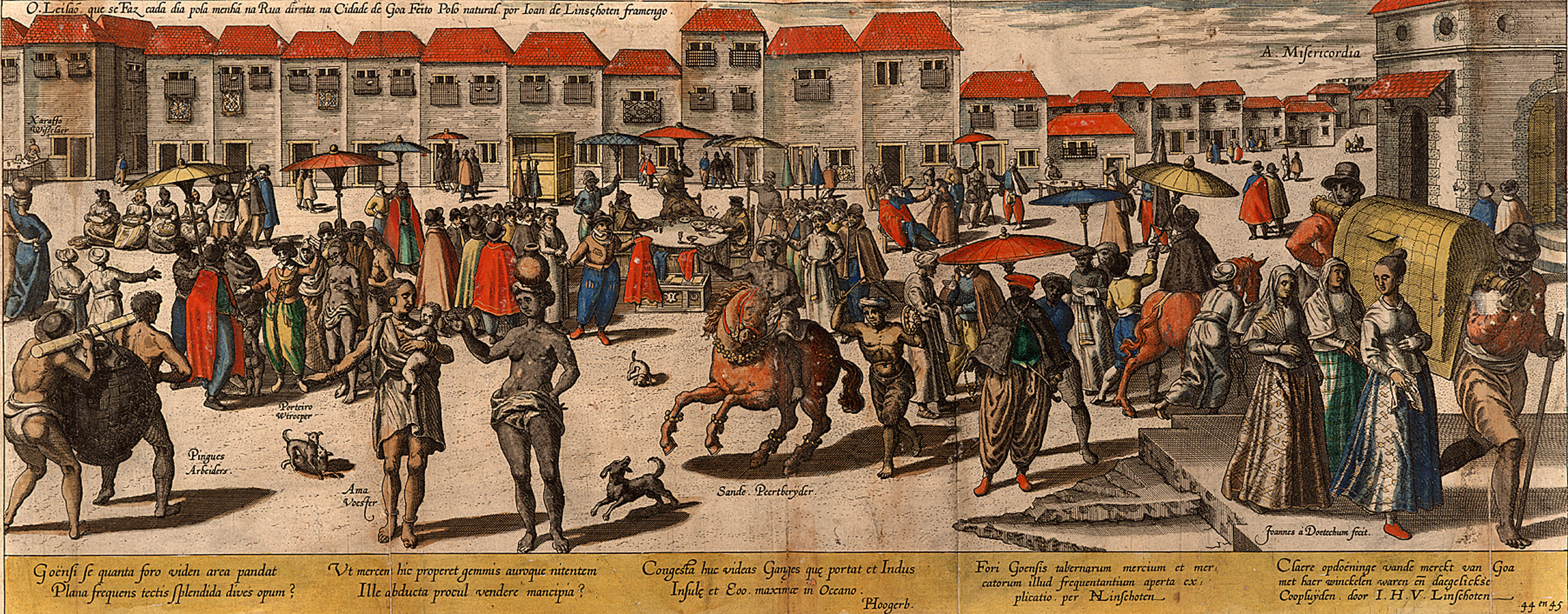
Praça do Mercado de Goa (Holanda 1596)

Albuquerque começou uma casa de moeda portuguesa em Goa. Comerciantes locais em Timoji tinham reclamado sobre a escassez de moeda. A nova moeda servia para anunciar as recentes conquistas. Seu valor era atrelado a moedas existentes. A Rúpia da Índia Portugesa tinha um cruz de um lado e no reverso uma esfera armilar ,um tipo de astrolábio. A esfera armiliar era a insígnia do rei Manuel I de Portugal. Eventualmente moedas de ouro, prata, e bronze eram emitidas: cruzados de ouro ou manuéis, esperas e meias-esperas, e leais. Uma casa da moeda adicional foi construída na Malaca portuguesa.

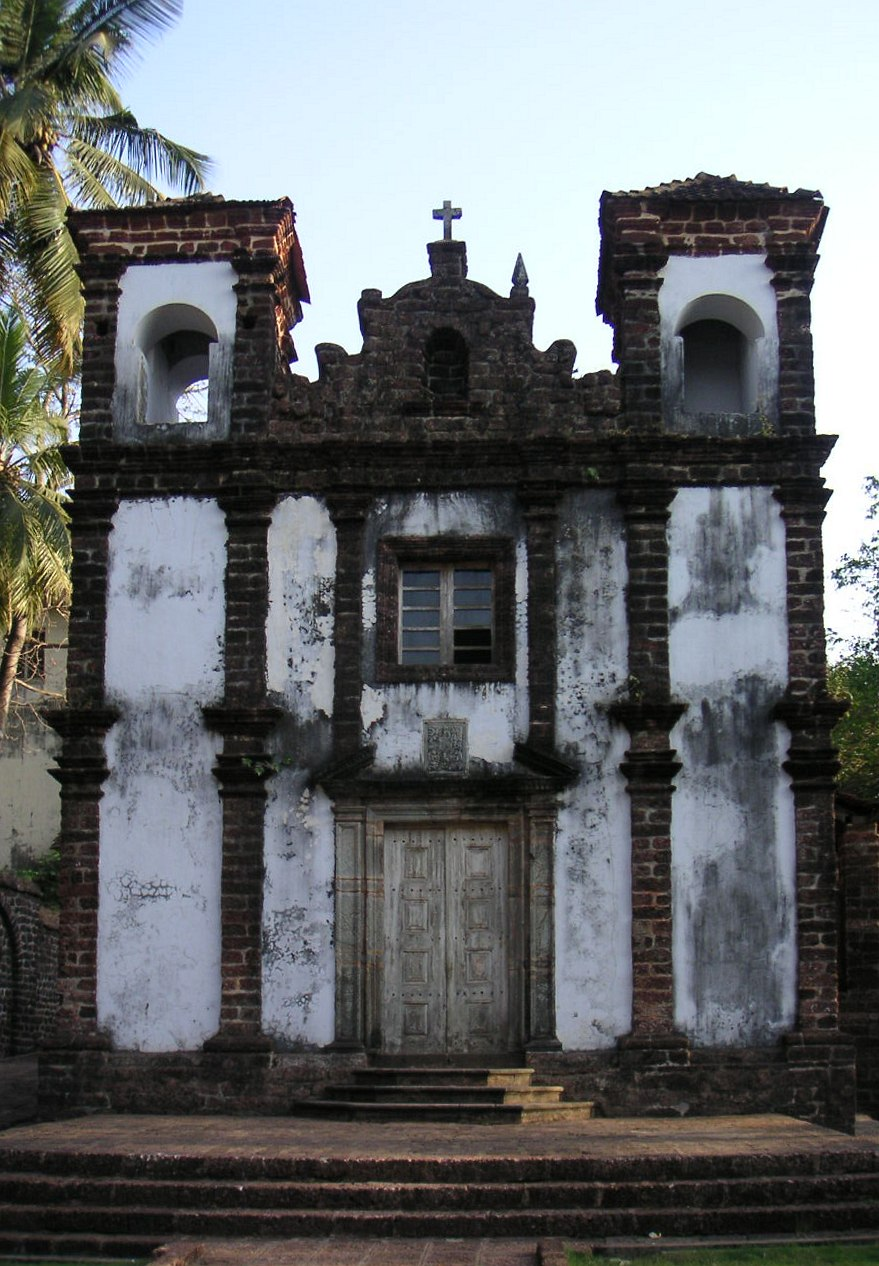
Capela de Santa Catarina, construída durante a ocupação portuguesa na Velha Goa.

Albuquerque e seus sucessores deixaram os costumes e constituições das trinta comunidades vila praticamente intocadas, abolindo apenas o rito do sati, no qual viúvas eram queimadas na pira do funeral de seus maridos. Um registro desses costumes (Foral de usos e costumes) foi publicado em 1526; está entre os mais valiosos documentos históricos pertencendo aos costumes goeses.
Goa foi a base para a conquista de Albuquerque de Malaca em 1511 e Hormuz em 1515. Albuquerque pretendia que fossem colônias e bases navais distintas das fábricas fortificadas mantidas em certos portos indianos. Goa foi feita capital do vice-reino português na Ásia, e as outras possessões portuguesas na Índia, Malaca e outras bases naIndonésia, Timor-leste, o golfo pérsico, Macau na China e bases de comércio no Japão estavam sobre o suserania do seu Vice reino. Pelos meados do século XVI, a área sobre ocupação foi expandida para a maior parte dos limites atuais.

### A nova política goesa
Governo civil, jurisdição
Um objetivo inicial dos lideres de Goa ara a segurança militar, especialmente da ameaça representada por Bijapur. O chefe de estado de Goa, geralmente intitulado de Vice-rei, foi nomeado diretamente pelo rei português. O vice-rei deveria consultar o conselho de fianças, o capitão das forças armadas, os fidalgos, o Arcebispo de Goa o chefe do judiciário, o Vedor< da Fazenda (superintendente das finanças), os comerciantes, e outros em conselhos informais. Sucesso comercial era um objetivo primário, a compra em quantidade de especiarias caras para e levar de volta para Europa. Objetivos secundários eram a criação de um monopólio de especiarias com controle sobre comerciantes concorrentes, e impor deveres nas cargas de navios de comerciantes. Uma grande quantidade de postos comerciais e estações foram criadas, não apenas ao longo da Índia, mas de Moçambique (África) e Hormuz (O golfo) até Malaca (Malásia) e Macau (China).

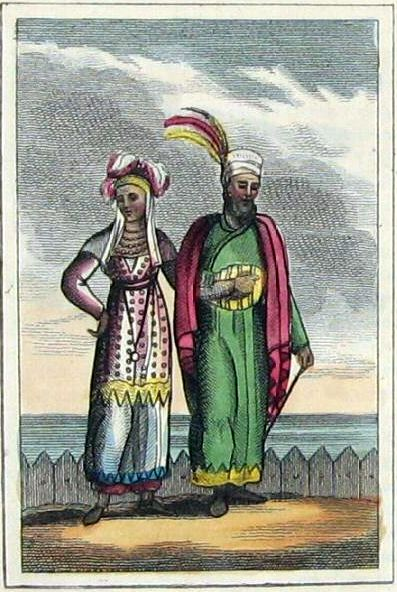
Homem e mulher de Goa. De Mary Annie Venning, 'Um presente geográfico; fazendo descrições dos principais países do mundo'.

Controle português em Goa durou mais de quatro séculos e meio. Seu senado ou câmara municipal manteve comunicações diretas com rei e pagava um representante especial para atender aos seus interesses na corte. Em 1563 o governador propôs fazer de Goa a sede um parlamento representando todas as partes do oriente português, mas foi rejeitado pelo rei. Eventualmente Goa foi concedida os mesmos privilégios cívicos de Lisboa.
Os líderes portugueses em Goa eram tanto Vice-reis ou Governadores. Sua jurisdição original incluía aquelas possessões dos portugueses da África oriental e sudeste da Ásia. o primeiro vice-rei a servir morava em Cochim ao sul de Goa na costa de Malabar; em 1510 esta sede do governo português foi estabelecido em Velha Goa.
Controle da navegação
Chefe entre os rivais da Goa Portuguesa eram os negociantes de Samorin, líder de Calicute (Kozhikode) na costa de Malabar (Kerala setentrional). Os navios mercantes de Samorin regularmente navegavam no Mar Arábico, também se aventurando no Golfo de Bengala. Outros negociantes marítimos formidáveis eram de Guzerate ao norte. Oponentes dos portugueses na Índia poderiam converter efetivamente seus navios mercantes em militares. Batalhas navais antigas eram Chaul (1508), e uma decisiva era Diu (1509) vencida pelos portugueses.
Combate naval trabalhava para decidir o status dos rivais. A vantagem distinta dos portugueses era o canhão montado dos seus navios. O navio de Vasco de Gama San Gabriel sozinho carregada vinte armas de manufatura de qualidade. Seus principais antagonistas muçulmanos, sem canhão de navio, não podiam competir nas batalhas navais. Apesar da invasão de Babur da Índia em 1526 ter usado canhões, seu uso em navios era desconhecido antes dos portugueses. Além, os bem feitos barcos de navegação da Índia tinham o casco costurado e não pregado, melhor em alguns tempos, mas inaptos a absorver o recuo do disparo dos canhões a bordo. "A Índia era, na maioria dos casos, um dos países mais avançados do mundo." Ainda em relação a canhões navais, artilharia, design de navio, e habilidades náuticas, os portugueses tinham a liderança.
Os Turcos Otomanos também disputavam o controle do oceano Índico. Em Suez pela terra em camelos eles transportavam galés mediterrâneas em pedaços para reconstruir no Mar Vermelho, para reforçar suas forças navais. De 1538 até 1553 os turcos enviaram frotas navais contras os portugueses. Em muitos engajamentos chaves, entretanto, as caravelas e galeões transoceânicos superavam os galés turcos.
Por isso, de Goa os portugueses estavam aptos a comandar o oceano Índico. Eles instituíram um sistema para taxar seu comércio. Cartazes portugueses(permissões para navegação) eram emitidos por donos de navios mercantes. O cartaza obrigava o capitão a manter a rota do seu navio declarada e parar no forte português nomeado para pagar taxas em mercadorias. "Qualquer navio navegando sem suas cartas era tratado como um pirata e era sujeito a captura e confisco.... O comércio árabe com a Índia... passava pelas mãos dos portugueses." Durante o século dezesseis "cerca de oitocentos galões portugueses" navegavam em águas indianas, o que se tornou "virtualmente um monopólio português"
O comércio de especiarias
O controle português das aguas do sul da Ásia habilitou a dominar o lucrativo comércio de especiarias durante o século XVI.  Eles coordenaram e consolidaram suas operações a partir de sua base em Goa. Primeiramente seus comerciantes, chamados factors, eram desacostumados com o mercado de produção local, e com a avaliação da qualidade de diferentes especiarias. Eles aprenderam como não como não pagar demais por baixa qualidade. Para armazenamento até que os barco sazonais partissem para Portugal, eles faziam armazéns chamados fábricas. Em pontos estratégicos em muitos pontos no Oceano Indico ,os portugueses estabeleceram fábricas bem guardadas e fortificadas.
Nos bazares de Goa, bens de toda a parte do oriente eram exibidos. Ruas separadas eram designadas para a venda de diferentes classes de bens: pérolas e coral do Bahrein, seda e porcelana chinesas, veludo e peças de tecido portuguesas, e drogas e especiarias do Arquipélago Malaio. Pimentas finas vinham da costa próxima de Malabar. Goa era então chamada Goa Dourada, i.e., Golden Goa.
Especialmente os portugueses desfrutavam das grandes recompensas a serem recebidas pelas cargas de frete de especiarias ao redor da África até Lisboa. A demanda cada vez maior da Europa significa compradores dispostos e prontos a pagar altos preços. "Comerciantes árabes e venezianos permaneceram no comércio de especiarias ao longo do século do poder português na Ásia" mas o "comércio mudou drasticamente". Os transportadores médios de mercadorias forma sabotados pelos navios diretos para Lisboa.
Vida em Goa

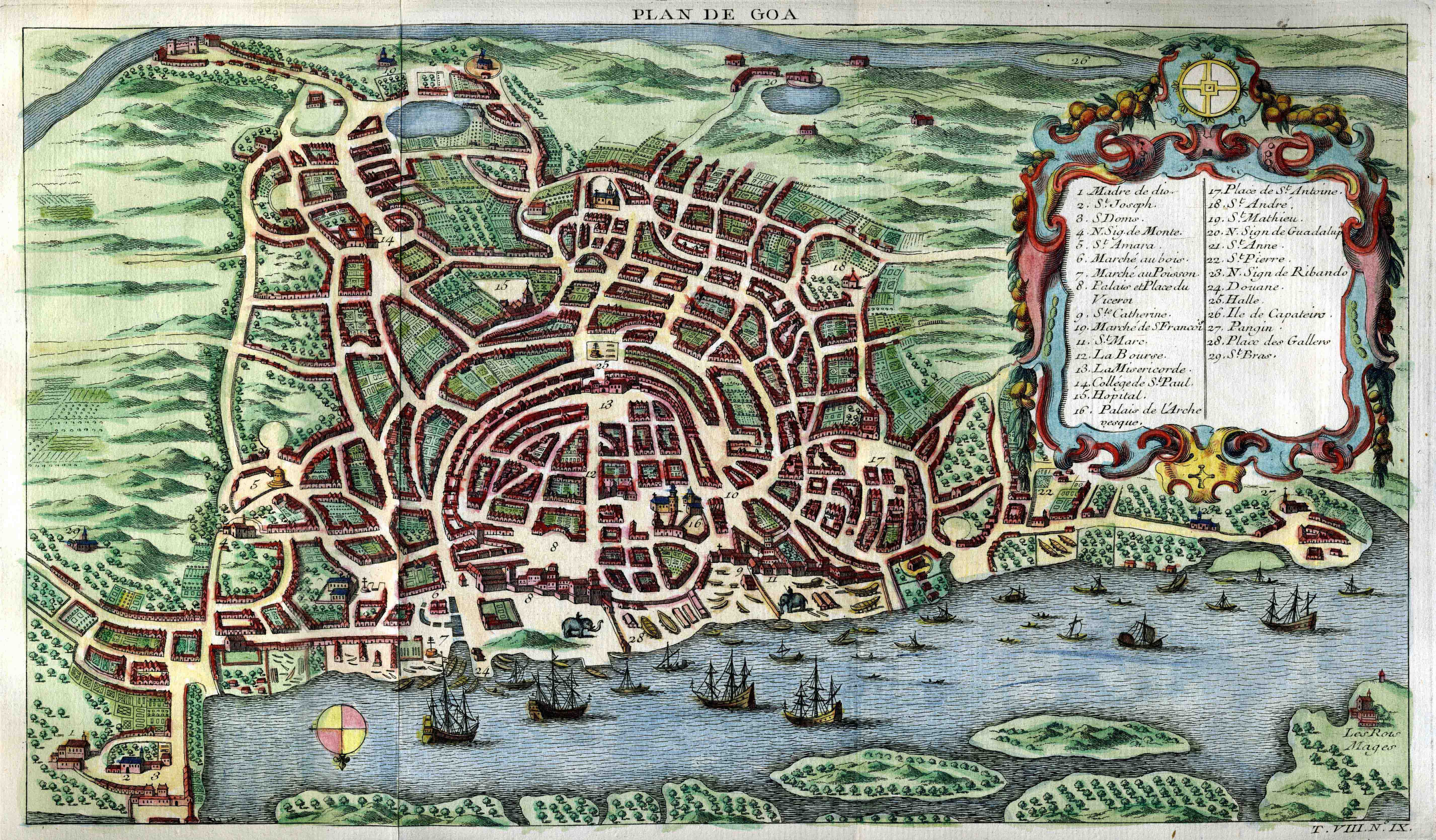
Mapa de Goa, em Histoire générale des Voyages, de la Harpe, 1750.

Em 1542, São Francisco Xavier menciona o esplendor arquitetônico da cidade. Goa alcançou o topo da sua prosperidade entre 1575 e 1625. Viajantes se maravilhavam com Goa Dourada, i.e., Golden Goa. Um proverbio portugues dizia, "Ele que viu Goa não precisava ver Lisboa." As casas dos ricos eram cercadas por jardins e arvoredo de palmeiras; elas eram feitas de pedra e pintadas de vermelho ou branco. Ao invés de vidro , suas janelas da sacada tinham finas conchas de ostras inseridas em um enquadramento de treliça. A vida social dos lideres de Goa combinava com o capitólio da corte do vice-reinado, o exército, a marinha; e a igreja; luxo e ostentação se tornaram palavras correntes antes do fim do século XVI. Não menos importante, de acordo com registros portugueses houve em epidemia de cólera em 1543, "É dito que mortos eliminados pela doença eram tão numerosos que o descarte dos corpos era uma tarefa formidável"
Na rua principal, escravos africanos e indianos eram vendidos a leilão. Quase todo o trabalho anual era feito por escravos. Os soldados comuns assumiam títulos de peso , e mesmos os pobres homens nobres que congregavam nas pensões se inscreveram por uns poucos capa sedosas, um guarda chuva sedoso e um servente de homem comum, para que cada um pudesse usar a sua vez para passear pelas ruas, vestido dentro da moda e com seu próprio acompanhante.
Em 1583, a atividade missionária cristã na vila de Cuncolim levou a conflitos, culminando na Cuncolim. O primeiro massacre aconteceu quando moradores de xátria mataram cinco padres católicos (incluindo um nobre italiano) e catorze cristãos nativos. As autoridades portuguesas então destruíram pomares e atacaram os habitantes hindus. A vila de Cuncolim tinha dezesseis chefes locais, um para cada vado' da vila. Os dezesseis foram chamados para o forte de Assolna, ostensivamente para discutir um pacto de paz. No forte os portugueses executaram os chefes locais, exceto por um que pulou no rio Assolna River e presumidamente nadou para Karwar. Os Hindus de Cuncolim então se recusaram a pagar impostos, e os portugueses confiscaram sua terra. Em 1560 A Inquisição de Goa começou, terminando em 1812. Os habitantes que não queriam se tornarem cristões então deixaram suas vilas com seus idolos antes que os templos fossem demolidos. A maioria desses hindus então se assentaram nas áreas vizinhas que eram governadas por Bijapur, e tiveram que pagar a taxa da Jizaya de novo.
Prensa de impressão, faculdade médica
Em 1556 uma prensa de impressão foi instalada pela primeira vez na faculdade Saint Paul em Goa. Através de publicações feitas na prensa de impressão Goa abriu uma janela para o conhecimento e costumes da Europa. Os Jesuítas trouxeram esta tecnologia de metal de tipo móvel em estilo europeu para Macau na China em 1588 e para o Japão em 1590. Os Jesuítas também fundaram a Universidade de Santo Tomas nas Filipinas, a universidade em estilo europeu mais antiga no extremo oriente. No mesmo período, Goa Medical College foi estabelecido como o primeira faculdade europeia de medicina na Ásia.
Garcia da Orta (1501-1568) escreveu em Goa um tratado em português sobre as plantas medicinais da Índia:Colóquios dos simples e drogas da Índia. Foi publicado em 1563 em Goa na nova prensa de impressão, que continha muitos erros na sua configuração de digitação. O autor era um físico, um herborista, um pioneiro em farmacognose, e originalmente um judeu serfardita. Como um 'Cristão Novo'' escapou da Inquisição; mas uma de suas irmãs não foi tão feliz.

### Cristianismo em Goa
A coroa em Lisboa se encarregou de financiar a atividade missionária; missionários e padres converteram grandes números de pessoas em todas as esferas da sociedade, especialmente em Goa. St Francis Xavier em Goa, foi pioneiro na criação de um seminário, chamado Faculdade de Saint Paul. Foi o primeiro quartel general jesuíta na Ásia. St Francis fundou a faculdade para treinar jesuítas missionários. Ele foi para o extremo oriente, viajando através da China. Missionários da ordem jesuítica se espalharam através da Índia, indo tão ao norte quanto a corte do imperador Mogol Jallaluddin Aquebar. Tendo ouvido falar dos jesuítas, ele os convidou para ir e ensinar os seus filhos sobre Cristianismo.
A partir de Goa, a ordem jesuita estava apta a lançar bases em basicamente qualquer lugar na Ásia para missões de evangelização, incluindo a fundação de faculdades da Igreja Católica, universidades e estabelecimentos educacionais. Jesuítas são conhecidos pelo seu trabalho na educação, pesquisa intelectual, ocupações culturais, e pelos seus esforços missionários. Jesuítas também davam retiros, ministravam em hospitais e paróquias, e promoviam justiça social e diálogo ecumênico. A faculdade de São Paulo em Goa foi uma base para a sua evangelização de Macau, e então para as suas importantes campanhas missionárias na China e no Japão. Macau eventualmente se sobrepôs a faculdade de São Paulo em Goa. Eles construíram a faculdade de St. Paul's em Macau em 1594 (hoje a universidade de Macau), conhecida em latim como a faculdade do ''Mater Dei''. Devido à inimizade pessoal com os Jesuítas, o Marquês de Pombal expulsou a ordem dos territórios portugueses em 1762.
No ano der 1600 António de Andrade fez a longa viagem de Lisboa para Goa, onde ele concluiu seus estudos superiores na faculdade de São Paulo e foi ordenado um padre jesuíta. Ele eventualmente se tornou reitor dessa mesma universidade. Ele fez uma marcante expedição missionária para Goa, através da extensão da Índia e para o Tibet. Ele superou grandes dificuldades na sua jornada como o primeiro europeu a cruzar as cordilheiras do Himalaia para o Tibete. Lá ele fundou igrejas e uma missão em 1625. O corpo do co-fundador da Sociedade de Jesus, Francisco Xavier, cujo exemplo muitos missionários goeses tentaram imitar ao se engajar no trabalho evangelizador na Ásia, foi enviado para Goa em 11 de dezembro de 1553. Goa também produziu seus próprios santos: os mártires de Cuncolim; São Joseph Vaz, cujas explorações missionárias no Sri Lanka são lembradas com gratidão neste país; e o venerável Agnelo de Souza.
O monumento do século XVI, a catedral ou Sé, foi construído durante a era dourada de Portugal, e é a maior igreja na Ásia assim como é maior que qualquer igreja em Portugal. A Igreja tem 250 pés de comprimento e 181 pés de largura. A fachada tem 115ft de altura. A catedral é dedicada a Santa Catarina de Alexandria e também é conhecida como a catedral da Santa Catarina. Foi no seu dia de festa em1510 que Afonso de Albuquerque derrotou os muçulmanos e tomou posse da cidade de Goa.

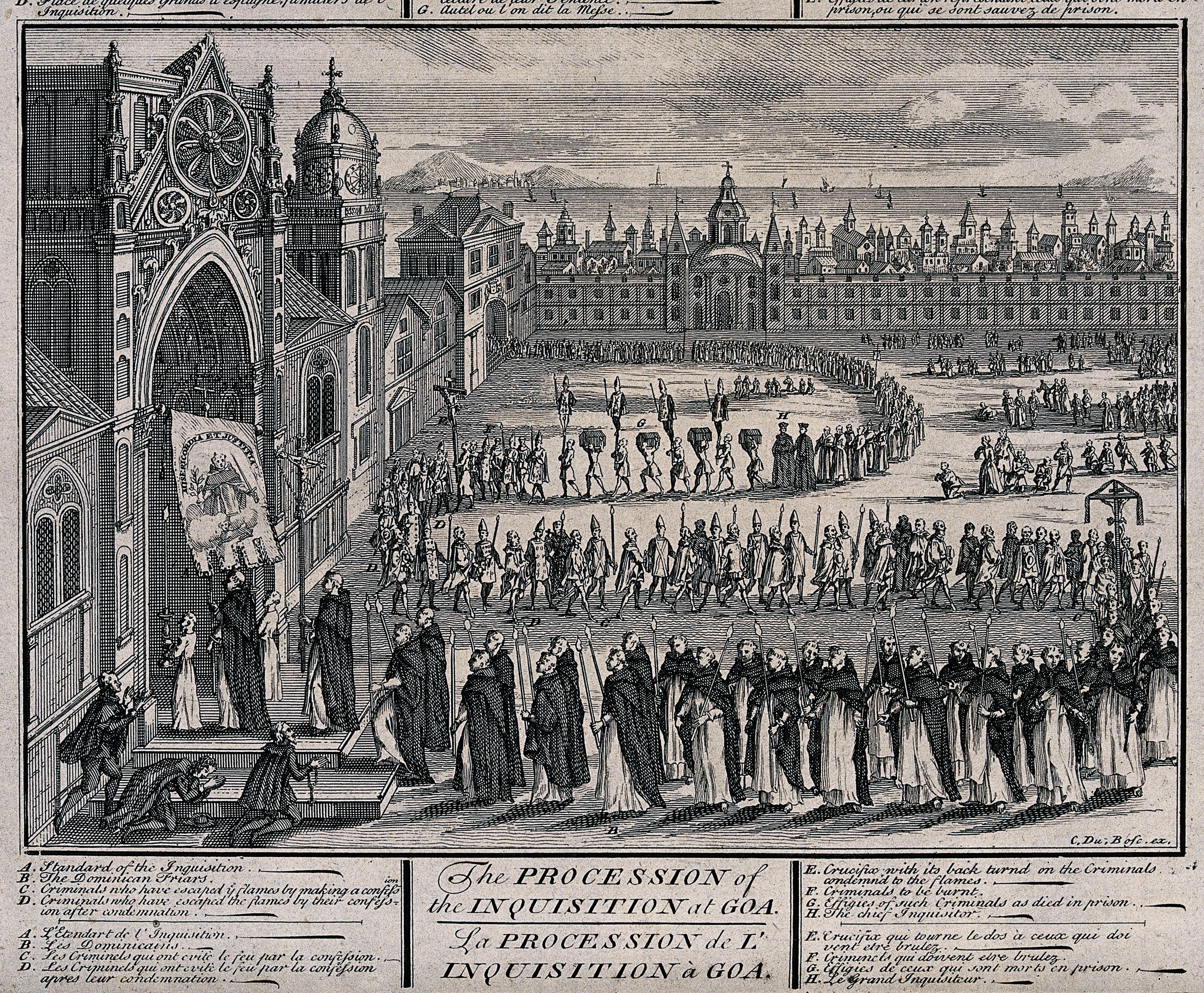
A procissão do Auto da Fé na Inquisição de Goa. A inquisição de Goa, que se iniciou em 1560 e foi abolida em 1820, perseguiu Hindus, Muçulmanos, e outras minorias religiosas.

A inquisição goesa foi o escritório da inquisição dentro do estado indiano de Goa e no resto do império português na Ásia. Foi fundada em 1560, brevemente suprimida entre 1774–1778, e finalmente abolida em 1812. A inquisição goesa é considerada a mancha na história do cristianismo católico romano na Índia tanto por cristãos como por não cristãos. Baseado nos registros que sobreviveram, H. P. Salomon e I. S. D. Sassoon afirmam que entre o inicio da Inquisição em 1561 e sua abolição temporária em 1774, cerca de 16.202 pessoas foram levadas a julgamento. Desse número, apenas 57 foram sentenciados à morte e executados; outros 64 foram queimados na fogueira. A maioria foi sentenciada a punições ou penas mais brandas.
A inquisição foi criada para punir Cristãos Novos que continuavam praticando sua religião ancestral em segredo. Muitos judeus sefardita (como católicos falsamente convertidos) imigraram para Goa da Península Ibérica. Devido a perseguição pela inquisição a maioria imigraram para Fort St. George (depois Madras/Chennai) e Cochim, onde os ingleses e holandeses os permitiam serem abertamente judeus.
Em Goa a inquisição também escrutinizou indianos convertidos do Islã ou do hinduísmo que se pensava terem retornado as suas modos originais. Processaram não cristãos que quebraram proibições contra a observância de ritos muçulmanos e hindu, ou interferiam em tentativas portuguesas de converter não cristãos ao cristianismo. A inquisição goesa foi abolida em 1812.

### Relações com potencias vizinhas
Bijapur
Quando os portugueses chegaram em Goa, eles encontraram estabelecido o regime do Sultanato de Bijapur sob Yusuf Adil Shah (1450-1510). O Adil Shah (escrito ''Hidalcão'' pelos portugueses) controlava Goa (e parte significante do sultanato) de sua distante e interiorana capital. Liderado por Alfonso de Albuquerque,em aliança com os Timoji, seu ataque de 1510 terminou em vitória portuguesa. Bijapur perdeu Goa, mas continuou como uma grande potencia local. Em 1565 Bijapur e outros Sultanatos Deccão uma jihad destruiram a capital do império hindu Vijayanagar, um aliado dos portugueses. Dos espólios Bijapur dobrou de tamanho. Em 1686 Bijapur foi absorvido para o império Mongol por Aurangzeb.Em 1571 Bijapur em aliança com a maioria dos sultanatos muçulmanos Ahmadnagar, Bijapur, Calicute, Aceh lançaram determinados ataques em Goa, que fracassaram. A derrota deste cerco Goa se mostrou decisiva. Em 1686 Bijapur foi absorvido para dentro do Império Mongol por Aurangzeb.
Kanara
As regiões costeiras de Kanara ficavam imediatamente ao sul de Goa. Muitos pequenos principados, extremamente autônomos, estiveram sob Vijayanagar, depois Bijapur. Timoji, que teve um papel na captura de Goa em 1510 , era de Kanara, e.g., Honavar. Goa negociou com vários lideres de Kanara,que era uma importante fonte de arroz para consumo doméstico; outros bens eram pimenta para exportação e madeira para a construção de navios. Os portugueses construiram um forte e comandavam uma fábrica em Kanara, e frequentemente estavam controlando o local de forma efetiva. Os lideres Nayak da família governante Keladi, entretanto começaram a discutir com Goa sobre os preços pagos pelos bens comerciáveis, e outras questões. Goa não estava podendo pagar pelos acréscimos exigidos. Uma série de tratados foram negociados mesmo assim. Depois a influência da hostilidade holandesa cresceu e árabes de Muscat começaram a competir com Goa pelo comércio com Kanara.
Mongol
Quando Aquebar (r. 1555-1605) liderava o Império Mogol, ele se empenhou para harmonizar as religiões conflitantes do império. Na corte de Aquebar, clérigos muçulmanos rivais tinham debates aquecidos. Na sua nova capital Fatehpur Sikri, encontros an sua Ibadat Khana [Casa de Louvor] incluíam "Acadêmicos muçulmanos, pânditas hindus, mobedes persas, e sadhus jainistas". Aquebar "convidou jesuítas de Goa" porém não havia budistas em proximidade. Em conferência privada com Jesuítas, Aquebar discutiu cristianismo e teologia abraâmica. Em 1682 Aquebar promulgou uma sincrética Din-i-Ilahi [Fé Dvina]. "A pergunta crucial sobre a atividade religiosa de Aquebar é se ele estabeleceu uma nova religião ou ordem espiritual. "De qualquer forma, seus esforços levaram a nada.
Goa desfrutou de um comércio florescente com Guzerate, quando Aquebar o anexou em 1573. Relações de comum acordo foram trabalhadas, entretanto, permitindo os portugueses em Diu a continuar a emitir cartazes e coletar impostos no comércio marítimo. Em 1602 os ingleses chegaram na Ásia e piratearam um carregado navio mercantil português de Malaca. Em 1608 com 25000 peças de ouro um capitão inglês pleitearam por direitos em Surat, o principal porto de comércio do império Mogol. Isso levou a uma guerra de dois anos entre os mongóis e os portugueses, com um tratado ineficaz em 1615. Os mongóis então, dominaram na Índia mas fracos no mar, começaram a jogar os europeus uns contra os outros. Sob o imperador Aurangzeb (r. 1558-1607), os mongóis se frustraram com a sua guerra com os Maratas. Goa permaneceu neutra, porém apreciou uma vez o valor de Shivaji.
Holandeses
Em 1595 apareceram lá pela primeira vez em aguas indianas nos navios da Companhia Holandesa das Índias Orientais. Até então, por quase um século, os portugueses conseguiram manter me segredo suas" informações mais detalhadas sobre a Índia," especialmente mapas de navegação portugueses que não tem preço". Ainda Jan Huygen van Linschoten, que tinha trabalhado em Goa, em 1592 avançou com um conhecimento tentador que "ensinou os holandeses como usar os ventos de monção para a sua melhor vantagem."
Também infelizmente para Portugal, Espanha iniciou a União Ibérica, que uniu os dois países. Adicionalmente, os holandeses e espanhóis estavam lutando sua Guerra dos Oitenta Anos. Em 1600 contra Goa os holandeses se aliaram com forças muçulmanas regionais(o Sultanato de Bijapur); então os holandeses fizeram guerra com Goa. O resultado de longo prazo dessas hostilidades foi o desfazimento dodomínio naval português no Oceano Índico e um a perda da sua proeminência no comércio marítimo. Em 1603 e 1639, a cidades foi bloqueada pela frota holandesa, apesar de nunca capturada.
Vijaianagar
O Reino de Bisnaga (Vijaianagar) (1336-1646) governava vastas terras da Índia do Sul quando os portugueses chegaram em Goa. A ascensão do império como uma grande potência era dita para cumprir uma "missão de apoiar a causa hindu contra o Islã." Vijaianagar tinha anteriormente governado Goa; seu líder Vira Narasima Raia (r. 1505-1509) considerava retoma-la, mas morreu em seguida. Krishna Deva Raya (r. 1509-1529) então sucedeu como líder, dito ser o melhor do império. Os portugueses estavam então iniciando agressivamente o controle das rotas de comércio marítimo e portos costeiros em Cochim e Goa. As rivalidades políticas regionais se desenvolveram de forma que Vijaianagar e Goa permaneceram aliados como potencias amigas. Os portugueses supriram Vijaianagar com cavalos persas. Um engenheiro português melhorou a irrigação para as terras de Krishna Deva Raya. Vijaianagar foi derrotado de vez em 1646 por uma aliança de sultanatos do Decão. Tão vital era essa aliança para Goa, que Goa perdeu muito de sua importância depois da queda de Vijaianagar.
Aqui começou uma queda gradual na prosperidade de Goa. Em 1635 Goa foi varrida por uma epidemia. Jean de Thévenot em1666, Baldaeus em 1672, e Fryer em 1675 descreveram Goa em declínio.
Maratha

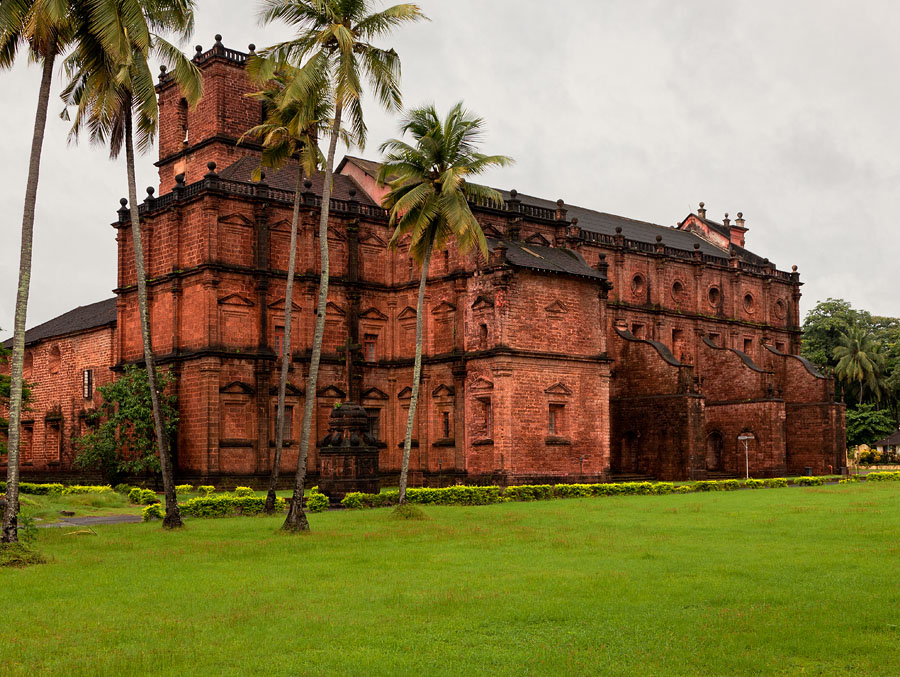
Basílica do Bom Jesus

O Império Maratha (1674-1818) ao norte cresceu prontamente em força, superando de longe aquela da pequena Goa. Depois de sua fuga de Aurangzeb in Agra, o líder Maratha Shivaji (1627-1680) começou um contra-ataque para recuperar terras perdidas para os Mogois através do Tratado de Purnadar (1655). Contra Goa, Xivaji montou uma invasão que subjugou as regiões adjacentes às velhas conquistas. Ele capturou Perném, Bicholim, Satari, Pondá, Sanguém, Quepém e Canácona. Sauantuadi Bonsale e Saudecar Rajas se tornaram seus vassalos.
O Sambhaji Marata (1657-1689), o filho de Shivaji, tentou em 1683 conquistar toda a Goa. Sambhaji quase expulsou os portugueses restantes, mas de repente um exército mongol apareceu o que impediu o Maratha de completar sua conquista. Em 1739-1740 o território de Bardez no norte de Goa foi atacado pelos Maratas, a fim de pressiona os portugueses em Baçaim. O plano de conquista, entretanto, foi evitado com "o pagamento de uma grande indenização de guerra."
Em junho de 1756 um exército Maratha invadindo Goa matou em ação Luís Mascarenhas, Conde de Alva, o vice-rei português. Os Maratas, entretanto, rapidamente encontraram a derrota no norte distante quando confrontaram uma invasão afegã na Terceira Batalha de Panicat (1761). O controle geral dos Maratha de Pexauar se afrouxou. Os portugueses então derrotaram os Rajas de Sawantwadi e os Raja de Sunda para reconquistar uma área que se estendia de Pernem até Canacona. Este território formava as Novas Conquistas, dentro das fronteiras da Goa dos dias de hoje.
Ingleses
A longa guerra holandesa descrita acima levou Portugal a procurar uma aliança com os ingleses, que se mostrou custosa. A guerra holandesa terminou finalmente em 1663. Em 1665 os ingleses exigiram em pagamento a cessão de Bombaim. Oficialmente era parte do dote de Catarina de Bragança no seu infeliz casamento com Carlos II de Inglaterra. Apesar de rivais ativos na Índia depois da Companhia Britânica das Índias Orientais chegarem em 1601, os dois depois tentaram se coordenar contra inimigos comuns. A frota pirata derivada dos Maratha liderava pelo independente Kanhoji Angre inspirou uma aliança complicada. O ataque naval anglo-portugues de 1721 em Culaba, o bastião de Angria, foi repelido. Foi um fiasco que então amargou a parceria.

### Estado da Índia: séculos XVIII e XIX
Em 1757, o rei José I de Portugal emitiu em decreto, desenvolvido pelo seu ministro Marquês de Pombal, concedendo cidadania a todos os súditos nas Índias Portuguesas, com o direito de ser representado no parlamento português. Pombal (1699-1782), um maçom anticatólico, serviu ao rei como o líder de facto de Portugal, 1750-1777. Em 1759 os Jesuítas foram expulsos de Portugal e a questão de Távora reduziu o poder aristocrático, ambas beneficiando Pombal. Críticos também denunciaram o seu despotismo esclarecido. Os enclaves de Goa, Damão, Diu, Dadra and Nagar Haveli ficaram coletivamente conhecidos como o ''Estado da Índia Portuguesa''. A primeira eleição foi feita em Goa em 14 de janeiro de 1822. Três cidadãos locais foram eleitos como membros do parlamento português. Desde a sua primeira chegada, os portugueses casaram com os nativos convertidos de Goa. Eles produziram descendência luso-indiana que também eram católicos. Intercasamentos eram "oficialmente encorajados".
Em 1787, alguns sacerdotes descontentes tentaram uma rebelião contra o domínio português. Ficou conhecida como a Conspiração dos Pintos.
Goa foi pacificamente ocupada pelos britânicos entre 1812-1815 de acordo com a aliança Anglo-Portuguesa durante as Guerras Napoleônicas.
O vice-rei transferiu sua residência dos arredores da cidade de Goa para Nova Goa, hoje em dia Panaji. Em 1843 este se tornou a a sede oficial do governo; completou um movimento que que tinha sido discutido antes em 1684. A população da cidade de Velha Goa caiu drasticamente durante o século XVIII na medida em que europeus se mudavam para a nova cidade. Velha Goa foi designada um Patrimônio Mundial pela UNESCO por causa de sua história e arquitetura.
O código civil de Goa foi introduzido em 1869 depois da Goa e Damão portuguesas serem elevadas de serem meras colônias portuguesas ao status de Província Ultramarina.

### Segunda Guerra Mundial
Goa era neutra durante o conflito que nem Portugal. Como resultado, na eclosão das hostilidades um número de barcos do eixo procurou refúgio em Goa ao invés de serem afundados ao capturados pela Marinha Real Britânica. Três barcos mercantes alemãs, os ''Ehrenfels'', os ''Drachenfels'' e os ''Braunfels'', assim como um barco italiano, se refugiaram no porto de Mormugao. Os ''Ehrenfels'' começaram a transmitir movimentos de barcos dos Aliados para os U-boat operando no oceano Índico, um ação que foi extremamente danosa às embarcações aliadas.
Porém a Marinha Rela Britânica estava inapta a tomar qualquer ação oficial contra essas embarcações por causa do estado de neutralidade de Goa. Ao invés disso a missão indiana do SOE apoiou um tentador ataque usando e membros da Cavalaria Leve de Calcutá, uma unidade de meio período feita de civis que não eram apropriados para o serviço de guerra normal. A cavalaria Leve embarcou em um antigo barco fluvial Calcutta, o Phoebe, e navegaram ao redor da Índia para Goa, onde eles afundaram os Ehrenfels. Os britânicos então enviaram uma mensagem de rádio descriptografada anunciando anunciando que iriam tomar o território. Este blefe fez as outras tripulações do eixo afundassem seus barcos temendo que seus barcos pudessem ser tomados pelas forças britânicas.
A incursão foi abordada no livro Boarding Party by James Leasor. Devido a potenciais consequências políticas de a Grã-Bretanha violar a neutralidade portuguesa, a incursão permaneceu secreta até o livro ser publicado em 1978. Em 1980 a história virou um filme, Os Lobos do Mar, estreando Gregory Peck, David Niven e Roger Moore.

### Movimento de Independência
Quando a Índia se tornou independente em 1947, Goa permaneceu sob o controle português. O governo indiano de Jawaharlal Nehru exigiu que Goa, junto com algumas outras possessões portuguesas, fossem entregues para a Índia. Entretanto, Portugal se recusou devido a Goa ser uma parte integral de Portugal desde 1510. Por outro lado, França, que também tinha pequenos enclaves na Índia (mais notavelmente Pondicherry), entregou todas as suas possessões indianas relativamente rápido.
Em 1954, uma horda de indianos armados invadiu e tomou os enclaves interioranos de Dadra e Nagar Aveli. Este incidente levou os portugueses a registrar uma reclamação contra a Índia no Tribunal Internacional de Justiça Haia.O julgamento final neste caso, feito em1960, decidiu que os portugueses tinham direito aos seus enclaves, mas que a Índia tinha igualmente o direito de negar acesso a Portugal aos enclaves sobre o território indiano.
Em 1955 um grupo de civis desarmados, os Satyagrahis, se manifestaram contra Portugal. Ao menos vinte e dois deles forma mortos pelo poder de fogo português.
Mais tarde no mesmo ano, esses Satyagrahis não goeses tomaram um forte em Tiracol e hastearam a bandeira indiana. Eles foram levados para fora de Goa pelos portugueses com um número de fatalidades. Em 1 de setembro de 1955 o consulado indiano em Goa foi fechado, usando este incidente como uma desculpa; Nehru declarou que o seu governo não iria tolerar a presença portuguesa em Goa. Índia então fizeram um bloqueio contra Goa, Damão, e Diu em um esforço para forcar a partida portuguesa. Goa então recebeu sua própria companhia aérea dos portugueses, a Transportes Aéreos da Índia Portuguesa, para superar o bloqueio.

## Anexação Indiana de Goa
O governo indiano tinha concordado inicialmente em 1947 depois da independência permitir a Portugal manter os seus territórios no subcontinente indiano. Da década de 1950 em diante, o governo indiano mudou sua política e fez várias exigências ao regime salazarista de Portugal para entregar os territórios no subcontinente indiano para a Índia, porém os portugueses se recusaram repetidamente a fazê-lo.
O Partido Maharashtrawadi Gomantak também começou uma campanha política de que Goa era um parte integral de Maharashtra e deveria ser fundido com ele, e que a língua Konthati era meramente um dialeto do Marathi.
Em 18 de dezembro de 1961, dezenas de milhares de tropas indianas invadiram pela fronteira de Goa e a tomaram. Operação Vijay envolveu ataques sustentados por terra, ar e mar por mais de trinta e seis horas; resultando em rendição incondicional das forças portuguesas em 19 de dezembro.
Uma resolução das nações unidas condenando a invasão foi proposta pelos Estados Unidos e Reino Unido no Conselho de Segurança da ONU, mas esta resolução foi vetada pela União Soviética. O território de Goa esteve sob regime militar por cinco meses, durante o qual várias atrocidades foram cometidas contra civis nativos goeses. Lojas em Panjim tiveram mercadorias estrangeiras saqueadas por soldados estrangeiros. O governo militar imediatamente emitiu ordens de para a prisão e deportação de civis portugueses brancos de Goa. Os militares também removeram mobília da mansão do governador para ser enviado para Delhi para uso pessoal de vários políticos.
O transmissor de rádio da Emissora de Goa também foi removido e enviado para a fronteira Índia-China para uso militar porque era de melhor qualidade do que os transmissores indianos. O governo militar indiano também removeu os servidores públicos existentes e os substituiu por imigrantes marathis, ao substituir o português por Marathi como a língua oficial de Goa. Goa celebra o dia da Libertação todo ano em 19 de dezembro , que também é um feriado de estado.
Eleitores de Goa foram para as urnas em um referendo e votaram para se tornarem um território autônomo, administrado federalmente. Goa celebra o dia da libertação em 19 de Dezembro de cada ano, que também é um feriado estadual.

## Pós-Anexação (1961 DC - presente)

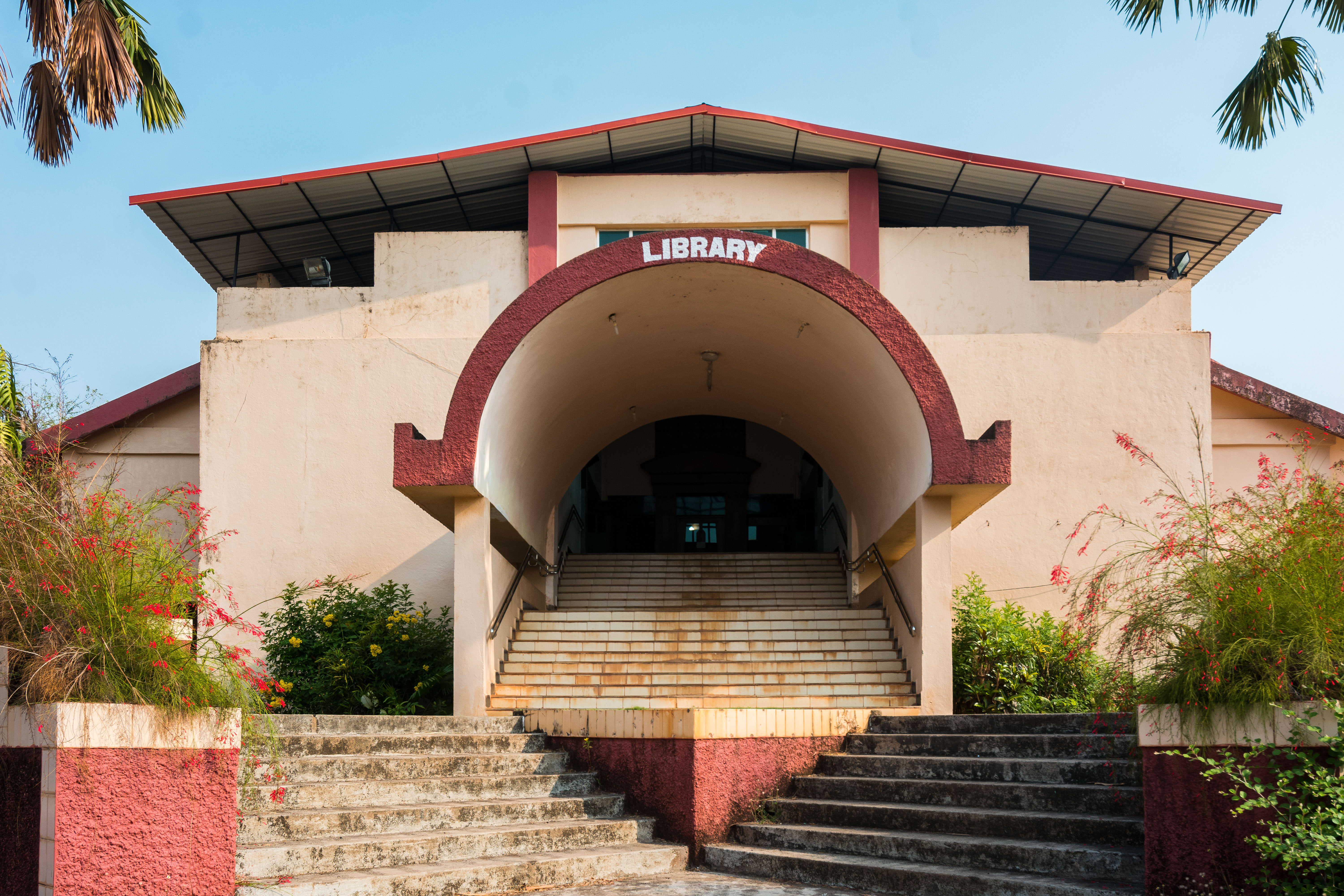
A Universidade de Goa foi criada em 1985, apesar de as suas faculdades afiliadas remontarem ao século XVII.

### Como um território da União (1961-1987 CE)
O território de Goa, Damão e Diu foi um território da União de India de 19 de dezembro de 1961 até 30 de maio de 1987. Sua língua oficial foi declarada o Marathi, para a raiva da maioria dos nativos goeses.
Depois de um breve período de ditadura militar, em 8 de junho de 1962, a ditadura militar foi substituída pelo governo civil quando governador tenente Kunhiraman Palat Candeth nomeou um conselho consultivo informal de 29 membros nomeados tpara assisti-lo na administrção do território. Dayanand Bandodkar do partido Maharashtrawadi Gomantak foi eleito como ministro chefe de Goa, Damão e Diu. ele tentou fundir Goa com Maharashtra ao importar imigrantes Marathi ido estado vizinho (a população de Goa cresceu quase 35% na década de 1960 devido a pesada imigração do povo Marathi), mas seus planos foram frustrados pela pesquisa de opinião de Goa.

### Estado de Goa (1987 ao presente)
Goa foi posteriormente admitida como um estado indiano em 1987. Pratapsingh Rane,que anteriormente serviu como o Ministro Chefe de Goa ,Damão e Diu, foi eleito como o primeiro Ministro Chefe do estado recém-formado.